# Muriel Cooper
Muriel Cooper (*  1925 in Brookline, Massachusetts; † 26. Mai 1994 in Boston) war eine US-amerikanische Grafikdesignerin, Forscherin  und Kunsterzieherin. Sie war viele Jahre Direktorin des MIT Press und Mitbegründerin des MIT Media Lab.

## Leben
Cooper erhielt 1944 den Bachelor of Arts in Ohio State, 1948 den Bachelor of Fine Art in design und 1951 den Bachelor of Science in Education von dem Massachusetts College of Art. 1952 wurde sie Direktorin des neu gegründeten Office of Publications Instituts des MIT. 1958 erhielt sie ein Fulbright-Stipendium in Mailand und leitete danach für mehrere Jahre ein eigenes Grafikstudio in Boston, wo sie das Logo für die MIT Press entwarf. 1967 wurde sie bei MIT Press erster Art Direktor und bekannt durch ihr innovatives Buchdesign. Ihre über 500 Arbeiten erhielten in mehr als 100 Wettbewerben Auszeichnungen, darunter der bekannte Bauhaus-Band. Ab 1974 unterrichtete sie am MIT, wurde 1977 Assistenzprofessorin, 1981 Associate Professor und 1988 zum Professor befördert. Cooper unterrichtete unter anderem auch an der Museum School of Fine Arts, am Simmons College, am Massachusetts College of Art, an der Boston University und an der University of Maryland.

## Auszeichnungen
- 1992 Robert P. Gersin Design Excellence Award
- 1994 AIGA Medal
- seit 1997 wird ihr zu Ehren  der Muriel Cooper Preis für Design vergeben (2001 an John Maeda)

## Veröffentlichungen (Auswahl)
- 1989 Computers and Design, in Design Quarterly, no.142
- Reinfurt, David (2017). Muriel Cooper. Cambridge, Massachusetts: MIT Press. ISBN 9780262036504